# Z (letter)

Een aantal voorbeelden van de letter Z

De letter Z is de 26e en laatste letter in het moderne Latijnse alfabet.
In het vroege Latijn ontwikkelde de /z/-klank zich tot een /r/-klank, waardoor de Z overbodig werd. De Romeinse politicus Appius Claudius Caecus, voormalig censor van de Republiek, verbande de letter omstreeks het jaar 300 v.Chr. uit het alfabet. In de 1e eeuw v.Chr. werd de Z geherintroduceerd, naar het model van de Griekse letter zèta (Ζ, ζ), maar de nieuwe letter werd wel helemaal achteraan in het alfabet geplaatst. De nieuwe letter was nodig om de vele nieuwe vreemde woorden uit het pas onderworpen Griekenland te kunnen opschrijven. De Y is de enige andere letter waarvoor de Romeinen niet ook schatplichtig zijn aan de Etrusken.

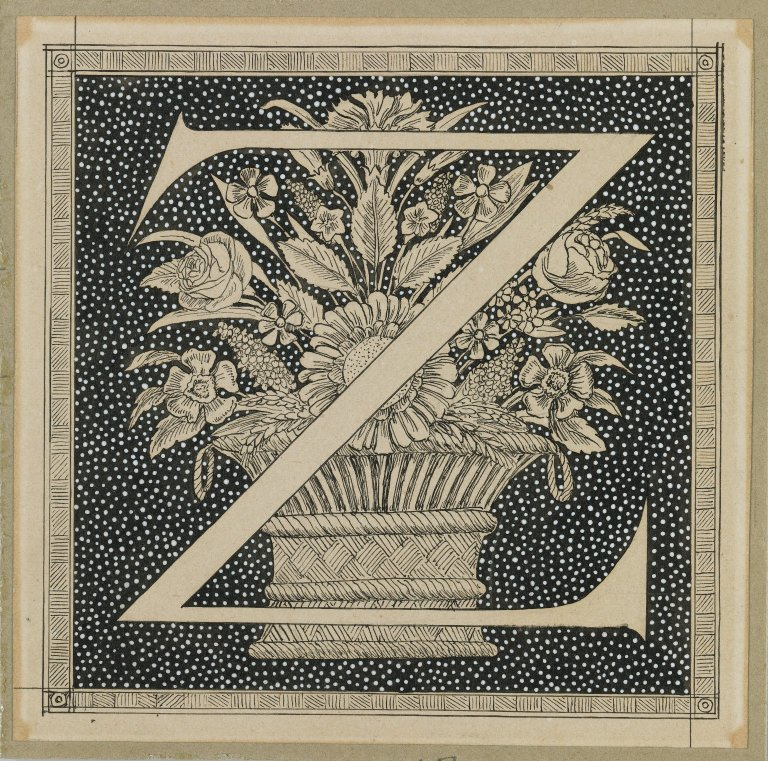
Versierde letter Z door de schilder James Tissot (rond 1890)

De Semitische letter zajien en de Oudgriekse zèta werden vermoedelijk uitgesproken als /dz/. De Etruskische Z, die zij hadden geleerd van Griekse kolonisten, klonk mogelijk meer als /ts/.
In het internationale spellingsalfabet wordt de Z weergegeven door middel van het woord 'zulu'. In het Nederlandse telefoonalfabet wordt de Z weergegeven door middel van het woord Zaandam (verouderd: Zacharias).
| Proto-semitische Z | Fenicische Z | Etruskische Z | Griekse Zèta |
| ------------------ | ------------ | ------------- | ------------ |
|                    |              |               |              |